# Reppist

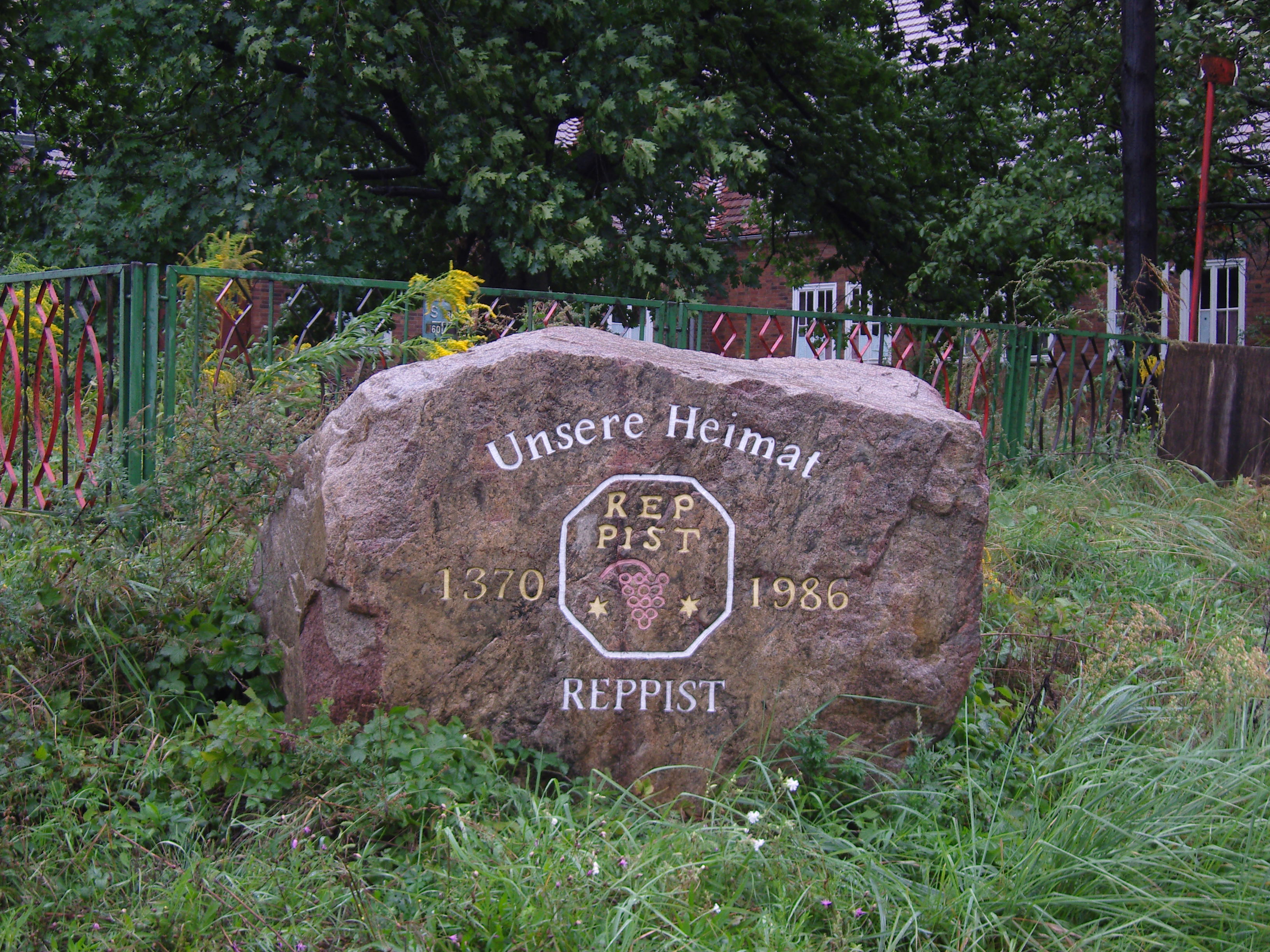
Minnesmärke över Reppist.

Reppist (sorbiska: Rěpišćo) var tidigare en kommun (Gemeinde) i Landkreis Oberspreewald-Lausitz, och senare Ortsteil i Senftenberg i Brandenburg i östra Tyskland. 1986 föll Reppist offer för utbyggnaden av brunkolsbrottet Meuro. Från själva orten finns bara några få tomma hus kvar. Under 1930-talet hade orten ungefär 1 000 invånare.
Trots nedläggningen av kolbrytningen är det inte troligt att man kommer bebygga området igen.